# Taufbecken Solesmes (Nord)

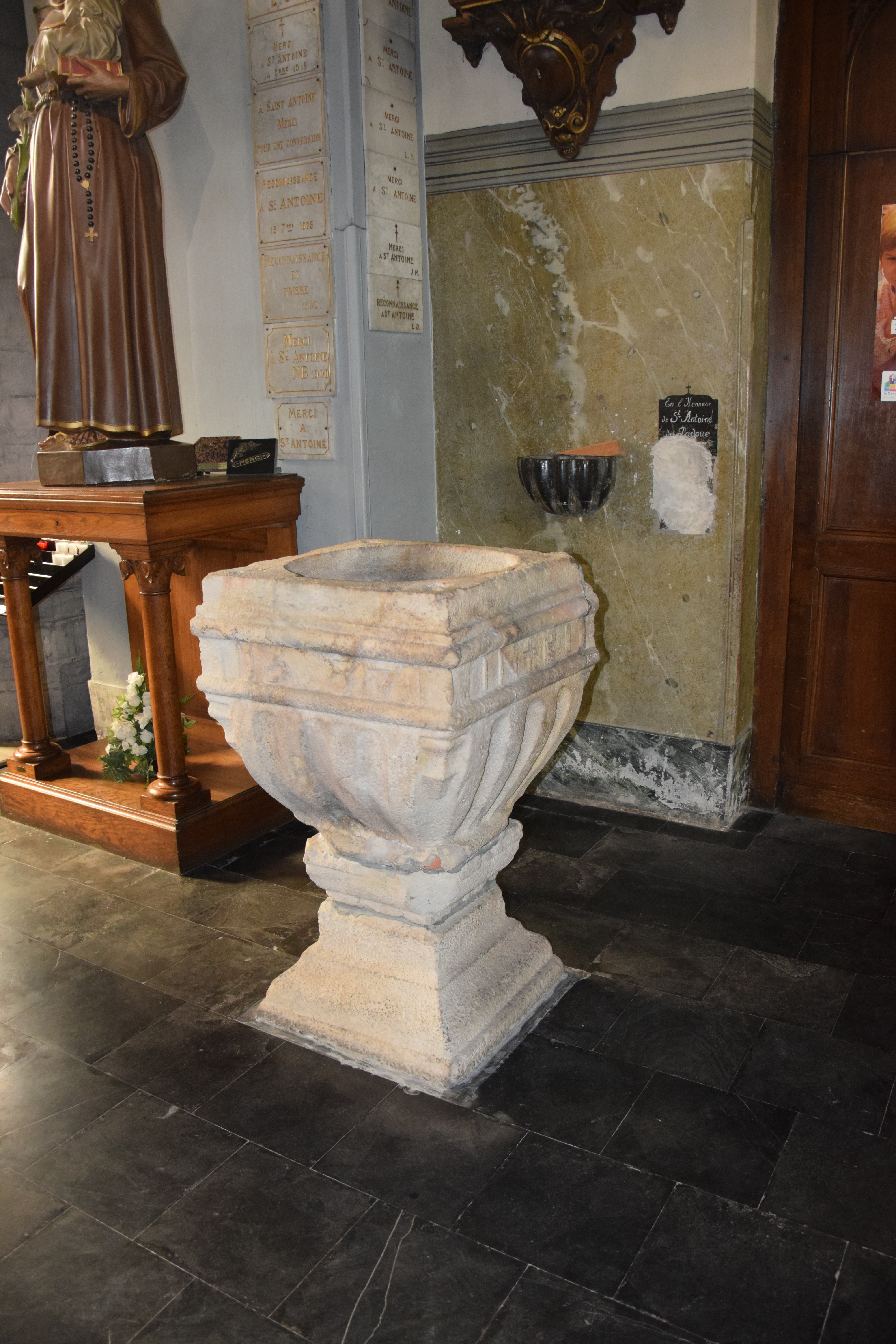
Taufbecken in Solesmes

Das Taufbecken in der Kirche St-Martin von Solesmes, einer französischen Gemeinde im Département Nord in der Region Hauts-de-France, wurde 1587 geschaffen. Das Taufbecken aus Sandstein wurde im Jahr 1973 als Monument historique in die Liste der denkmalgeschützten Objekte (Base Palissy) in Frankreich aufgenommen.
Das 1,10 Meter hohe Taufbecken stammt aus dem Vorgängerbau der heutigen Kirche. Nachdem es lange Zeit in einer öffentlichen Parkanlage stand, wurde es restauriert und wird nun als Weihwasserbecken genutzt, da Mitte des 19. Jahrhunderts ein neues Taufbecken angeschafft wurde.
Am Beckenrand sind die Jahreszahl 1587 und die Initialen INRI eingemeißelt. 